# Michael Gmeiner
Michael Gmeiner (ur. 21 listopada 1985 w Dornbirn) – austriacki narciarz alpejski, dwukrotny medalista mistrzostw świata juniorów.

## Kariera
Po raz pierwszy na arenie międzynarodowej Michael Gmeiner pojawił się 23 listopada 2000 roku, kiedy w zawodach FIS Race w gigancie w Obergurgl zajął 53. miejsce. Największe sukcesy osiągnął podczas mistrzostw świata juniorów w Bardonecchii w 2005 roku, gdzie zdobył złote medale w supergigancie i gigancie. W zawodach Pucharu Świata zadebiutował 11 marca 2005 roku w Lenzerheide, gdzie nie ukończył rywalizacji w supergigancie. dzień później wystartował w gigancie, ale ponownie nie dotarł do mety. Były to jego jedyne starty w zawodach pucharowych. Nigdy nie wystartował na mistrzostwach świata ani igrzyskach olimpijskich. W marcu 2009 roku zakończył karierę.

## Osiągnięcia

### Mistrzostwa świata juniorów
| Miejsce | Dzień     | Rok  | Miejscowość  | Konkurencja | Czas biegu  | Strata  | Zwycięzca     |
| ------- | --------- | ---- | ------------ | ----------- | ----------- | ------- | ------------- |
| 4.      | 23 lutego | 2005 | Bardonecchia | Zjazd       | 1:25,58 min | +0,84 s | Rok Perko     |
| DNF1    | 24 lutego | 2005 | Bardonecchia | Slalom      | 1:24,10 min | -       | Filip Trejbal |
| 1.      | 25 lutego | 2005 | Bardonecchia | Supergigant | 1:25,20 min | -       | -             |
| 1.      | 27 lutego | 2005 | Bardonecchia | Gigant      | 2:10,28 min | -       | -             |

### Puchar Świata

#### Miejsca w klasyfikacji generalnej
- sezon 2004/2005: -

#### Miejsca na podium w zawodach
Gmeiner nigdy nie stanął na podium zawodów PŚ.